# Andrés Velásquez
Andrés Manuel Velásquez (Puerto La Cruz, Estado Anzoátegui, Venezuela, 10 de noviembre de 1953) es un político venezolano del partido La Causa R, exgobernador del estado Bolívar (1989-1995) y exdiputado a la Asamblea Nacional por el Estado Anzoátegui (2000-2005) y por el estado Bolívar (2010-2015).

## Biografía

### Dirigencia estudiantil
Fue dirigente estudiantil organizador y fundador del centro de estudiantes de su plantel y miembro fundador de la Federación de estudiantes Técnicos de Venezuela. 

### Sidor
Tras formarse como técnico electricista, trabajó en la fábrica de tubos de Sidor en 1973, departamento por el cual fue elegido delegado departamental, y luego como consecuencia de sus luchas a favor de los trabajadores de esta empresa, fue despedido, iniciando un largo proceso judicial en la Comisión Tripartita de Arbitraje establecida en la convención colectiva; proceso que ganó y que lo catapultó a la Presidencia del sindicato Único de los Trabajadores de la Industria Siderúrgica y sus Similares (Sutiss), en el año 1979.
Desde la presidencia del sindicato de los trabajadores de Sidor, Andrés Velásquez logró transformar el sindicalismo de Venezuela.[cita requerida] Impulsó la construcción de una corriente sindical llamada El Nuevo Sindicalismo.

## Carrera política
La trayectoria política de Andrés Velásquez, se inicia en 1984, cuando es escogido concejal por el Municipio Caroní. En 1989 se convierte en el primer gobernador electo por voluntad popular en el Estado Bolívar, iniciando un novedoso proceso de transformaciones en materia de educación, salud y seguridad, y de participación de las comunidades en la solución de sus problemas.
Siendo líder sindicalista, ingresó en el partido La Causa Radical, fundado por el antiguo líder sindical comunista Alfredo Maneiro, que le presentó como candidato a la presidencia en las elecciones de 1983, 1988 y 1993, en este último intento obtuvo algo más del 20%.

#### Gobernador de Bolívar
También se había postulado a las primeras Elecciones regionales de Venezuela realizas en 1989 por el Estado Bolívar logrando la victoria, y siendo reelegido en nuevamente en las elecciones de 1992, destacándose por su exitosa gestión en la que introdujo conceptos como el Presupuesto Participativo, lo que le permitió adelantar obras importantes en materia de vialidad, transporte, educación y salud, que aún perduran. 
Según Pablo Medina, el 1 de enero de 1992 se reunió con Chávez, Arias y Kléber para discutir la conformación de una Junta de Gobierno tras el 4F, integrada por cinco civiles y cuatro militares, entre otros, José Vicente Rangel, Abdón Vivas Terán, Andrés Velásquez, Luis Miquilena y Manuel Quijada.
En 1993 Velásquez participó como candidato en la campaña presidencial de ese año y abogó por la liberación de los participantes de los intentos de golpe de Estado en contra de Carlos Andrés Pérez en 1992, entre esos, Hugo Chávez. Velásquez denunció fraude, asegurando que habían quedado de segundos. Diosdado Cabello declaró después que consideraba a Velásquez el verdadero ganador de esas elecciones, que tuvieron denuncias de fraude.

#### Diputado
Perdió las elecciones regionales de gobernador de 1998 y 2000 por el Estado Anzoátegui, aunque logró ser elegido diputado por dicho Estado a la Asamblea Nacional, en las elecciones parlamentarias del 2000, perdió su escaño de diputado en 2006 al retirarse como candidato a las elecciones legislativas del año anterior.
En las elecciones regionales de noviembre de 2008, Velásquez se postula para gobernador del Estado Bolívar, elección que perdió obteniendo un 30,47% de los votos, frente al candidato del PSUV, Francisco Rangel Gómez, que obtuvo 46,97% . Esa derrota se atribuyó a la falta de unidad pues el militar retirado y exgobernador Antonio Rojas Suárez, mantuvo su candidatura hasta el final, quedando en tercer lugar y dividiendo los votos opositores.
Luego en 2010 Andrés Velásquez fue elegido como diputado de la Mesa de la Unidad en las elecciones parlamentarias de Venezuela de 2010. En febrero de 2012 resulta ganador en las Elecciones primarias de la Mesa de la Unidad Democrática como candidato de la oposición para la Gobernación del Estado Bolívar en las elecciones regionales a realizarse del 16 de octubre del mismo año. En dichas elecciones, el candidato del PSUV, Francisco Rangel Gómez gana la reelección con el 43,57% mientras que Velázquez obtuvo el 42,34%.
En 2015 declara que no participaría en la Elecciones parlamentarias de Venezuela de ese mismo año. Desde 2016 anuncia su candidatura nuevamente a la gobernación del Estado Bolívar, planificadas para diciembre del mismo año, pero las elecciones regionales terminarían posponiéndose en 2017. El 10 de septiembre ganó nuevamente las elecciones primarias de la Mesa de la Unidad Democrática de 2017 como candidato unitario de la oposición con 53,3% (25 mil 472 votos) para las elecciones regionales de ese mismo año a realizarse el 15 de octubre. Tras las elecciones de octubre de 2017 en el Estado Bolívar, donde los resultados se dieron a conocer tres días después, resultó segundo por un margen muy estrecho. Días después Velásquez declaró presunto fraude en las elecciones del estado, insertando ante el CNE un recurso para desestimar dichas elecciones.

## Vida personal

### Amenazas
En noviembre de 2018, el presidente Nicolás Maduro describió a los diputados Andrés Velásquez y Américo de Grazia como “pranes del oro”, amenazando que deben "extinguirse y desaparecer". El partido de la Causa R denunció la amenaza contra Velásquez y de Grazia, quienes han denunciado el Arco Minero del Orinoco, aclarando que la respuesta de Maduro ocurrió luego de las sanciones en contra de la comercialización del oro por parte de Estados Unidos y alertó a la comunidad internacional sobre cualquier acción que pueda intentarse en contra de estos dos dirigentes de la organización.
La Asamblea Nacional aprobó un acuerdo en se le pide a la comunidad internacional otorgar medidas de protección a los diputados, y la abogada Tamara Sujú advirtió que de Grazia tenía medidas cautelares y protección dictadas por la Comisión Interamericana de Derechos Humanos. El 7 de noviembre Andrés Velásquez denunció la presencia de funcionarios del Servicio Bolivariano de Inteligencia Nacional (SEBIN) a las afueras de su residencia en Ciudad Guayana, estado Bolívar.